# Vavá
Vavá, tên thật là Edvaldo Izídio Neto, (sinh 12 tháng 11 năm 1934 tại Recife, Brasil - mất 19 tháng 1 năm 2002) là một cố danh thủ bóng đá người Brasil. Biệt danh của ông là Peito de Aço (Ngực thép). Vavá chơi ở vị trí trung phong (tiền đạo giữa) cho các câu lạc bộ nổi tiếng của Brasil như Vasco da Gama, Palmeiras và đội tuyển Brasil.
Ông từng khoác áo đội tuyển quốc gia 20 lần, ghi được 15 bàn và có mặt trong cả hai đội hình của đội tuyển Brasil giành chức vô địch thế giới năm 1958 và 1962 (lần lượt ghi được 5 và 4 bàn thắng).
Vavá là một trong 4 cầu thủ ghi được bàn thắng ở 2 trận chung kết World Cup (3 cầu thủ kia là Pelé, Breitner và Zidane). Ông cũng là một trong 4 cầu thủ ghi được 3 bàn thắng tại các trận chung kết World Cup (3 cầu thủ kia là Pelé, Hurst và Zidane).

## Danh hiệu
- Vô địch thế giới (2 lần): 1958 và 1962.
- Campeonato Pernambucano (Vô địch bang Pernambucano): 1949 với Recife
- Campeonato Carioca (Vô địch bang Rio de Janeiro) (3 lần): 1952, 1956, 1958 với Vasco da Gama
- Campeonato Paulista (Vô địch bang São Paulo): 1963 với Palmeiras
- Torneio Rio - São Paulo (Vô địch liên bang Rio - São Paulo): 1958 với Vasco da Gama
- Cúp Oswaldo Cruz (3 lần): 1955, 1958, 1962
- Vô địch giải đấu 4 đội bang Rio: 1953 với Vasco da Gama
- Vô địch giải Rivadavia Corrêa Meyer (ở Rio): 1953 với Vasco da Gama
- Vô địch giải Santiago de Chile: 1957 với Vasco da Gama
- Vô địch giải Paris: 1957 với Vasco da Gama
- Cúp Theresa Herrera: 1957 với Vasco da Gama
- Vô địch giải Guadalajara: 1963 với Palmeiras
- Vua phá lưới World Cup: 1962